# Филиппов, Дима
Юрий Иванович Филиппов (укр. Філіппов Дмитро Юрійович, греч. Ντίμα Φιλίποφ; род. 4 декабря 1990, Луганск) — греческий волейболист.

## Карьера
За свою карьеру выступал в клубах Греции, Кипра, Польши и Румынии.
Четыре сезона Филиппов играл в чемпионате Швейцарии за «Амрисвиль», с которым становился победителем чемпионата и Кубка страны, а также дважды признавался лучшим связующим в 2022 и 2023 году.
В июне 2024 года стал игроком клуба «Горький».
Сын волейбольного тренера Юрия Филиппова.